# Транспорт Днепра

## Общие сведения
В городе работают:
- 21 троллейбусный маршрут. В выходные и праздничные дни число действующих троллейбусных маршрутов сокращается до 16.
- 12 трамвайных маршрутов
- 6 станций метрополитена
- более 100 линий маршрутных такси

## Новая схема транспорта Днепра
В декабре 2011 года городской совет утвердил новую схему движения транспорта по городу. Маршруты электротранспорта изменились незначительно, а вот движение маршруток изменилось коренным образом. Количество маршрутов уменьшилось до около 120-ти. Новую схему транспорта Днепропетровска должны ввести с 1 марта 2012 года. Но не ввели..

## Состав
- Метро
- Трамвай
- Троллейбус
- Автобус[укр.]
- Маршрутное такси[укр.]
- Такси
- Воздушный транспорт
- Железнодорожный транспорт
- Водный транспорт
- Детская железная дорога
- Канатная дорога |

## Стоимость проезда
С 3 января 2025:
- трамваи/троллейбусы — 10 ₴
- метро — 10 ₴

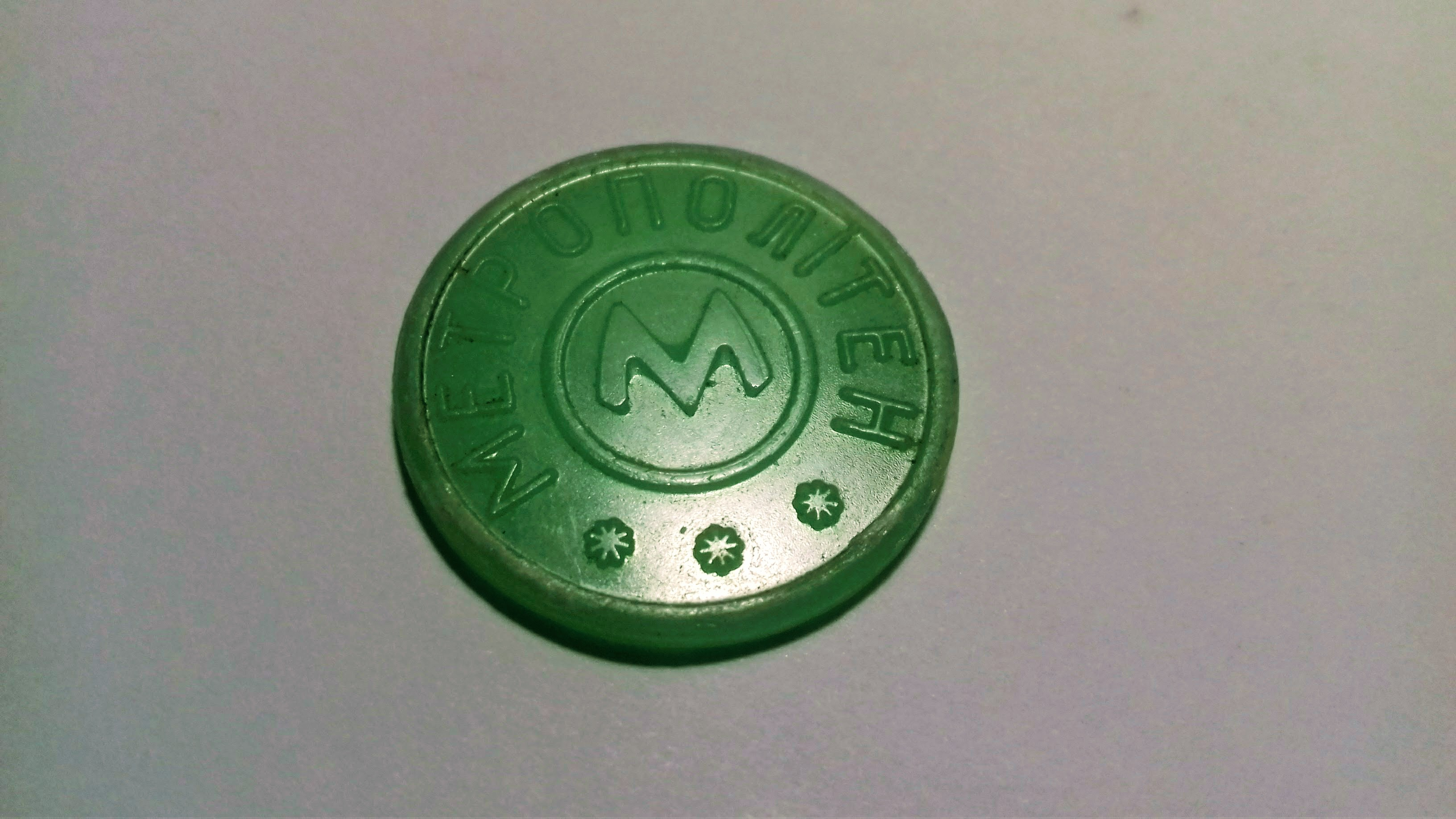
Жетон для проезда в метро

- автобусы и микроавтобусы – 13 ₴, 15 ₴ и 18 ₴

## Время работы
- трамваи: с 5:00 до 22:00—00:15;
- троллейбусы: в будние дни c 5:00 до 00:00, в выходные — до 18:00-19:45;
- автобусы и микроавтобусы: с 5:00-6:30 до 23:00-00:00
- метро: с 5:30 до 23:00.

## Статистика
Протяженность маршрутов:
- трамвайных 176,9 км,
- троллейбусных 412,6 км
- метро 7,9 км
- автотранспортных 2410 км